# Gervasio Núñez
Gervasio Daniel Núñez (wym. [xeɾˈβasjo ˈnuɲes], ur. 29 stycznia 1988 w Formosie) – argentyński piłkarz występujący na pozycji pomocnika w CA Sarmiento.

## Kariera klubowa
Núñez rozpoczynał karierę w CA Rosario Central, gdzie zadebiutował 9 marca 2007 w meczu argentyńskiej Primera División z CA Independiente. W Rosario Central grał do końca sezonu 2009/10, po którym drużyna z Rosario spadła do Primera B. Następnie przeszedł do Quilmes AC. W swoim pierwszym sezonie zagrał w 22 meczach Primera División.
23 czerwca 2011 roku Núñez, wraz z serbskim piłkarzem Marko Jovanoviciem, dołączył do drużyny Wisły Kraków przebywającej na zgrupowaniu w Holandii. 1 lipca został oficjalnie zawodnikiem krakowskiego klubu na zasadzie rocznego wypożyczenia. W zespole rozegrał 24 spotkania w Ekstraklasie, 13 w europejskich rozgrywkach oraz 5 w Pucharze Polski.

## Statystyki
(stan na 8 maja 2012)
| Klub            | Sezon           | Liga             | Liga  | Liga   | Puchary krajowe | Puchary krajowe | Puchary kontynentalne | Puchary kontynentalne | Baraże | Baraże | Suma  | Suma   |
| Klub            | Sezon           | Liga             | Mecze | Bramki | Mecze           | Bramki          | Mecze                 | Bramki                | Mecze  | Bramki | Mecze | Bramki |
| --------------- | --------------- | ---------------- | ----- | ------ | --------------- | --------------- | --------------------- | --------------------- | ------ | ------ | ----- | ------ |
| Rosario Central | Clausura 2007   | Primera División | 1     | 0      | –               | –               | –                     | –                     | –      | –      | 1     | 0      |
| Rosario Central | 2007/2008       | Primera División | 10    | 0      | –               | –               | –                     | –                     | –      | –      | 10    | 0      |
| Rosario Central | 2008/2009       | Primera División | 15    | 2      | –               | –               | –                     | –                     | –      | –      | 15    | 2      |
| Rosario Central | 2009/2010       | Primera División | 36    | 3      | –               | –               | –                     | –                     | 1      | 0      | 37    | 3      |
| Quilmes AC      | 2010/2011       | Primera División | 22    | 0      | –               | –               | –                     | –                     | –      | –      | 22    | 0      |
| Wisła Kraków    | 2011/2012       | Ekstraklasa      | 24    | 0      | 5               | 0               | 13                    | 0                     | –      | –      | 42    | 0      |
| Suma            | Rosario Central | Rosario Central  | 62    | 5      | –               | –               | –                     | –                     | 1      | 0      | 63    | 5      |